# SuperTux

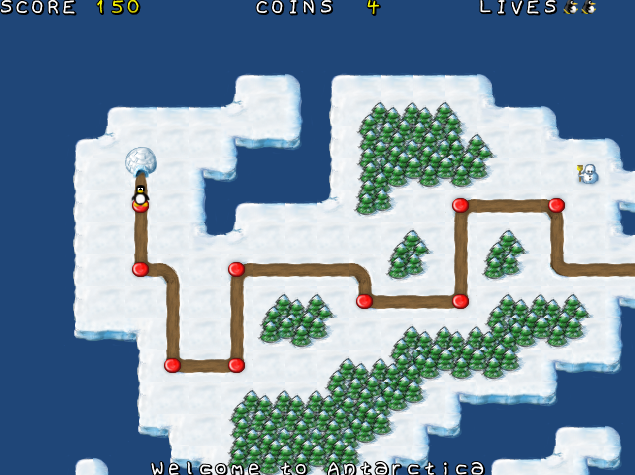
SuperTux 0.1.3 - Mapa principal

SuperTux es un videojuego de plataformas libre de código abierto en 2D inspirado en Super Mario Bros de Nintendo. Fue desarrollado inicialmente por Bill Kendrick y actualmente es mantenido por el equipo de SuperTux.
En lugar de Mario, el protagonista de este videojuego es Tux, la mascota del kernel Linux, que va a rescatar a Penny de las garras de Nolok (otra referencia a Linux, haciendo juegos de palabras con Nolock.) Otras referencias son que en algunas versiones Tux colecciona distribuciones Linux y aplasta BSOD's rivales y portátiles.
SuperTux está liberado bajo la licencia libre GPL 3.0.

## Historia
La primera versión de SuperTux (0.0.0) se publicó el 30 de abril de 2000. Fue presentado por su creador Bill Kendrick en los foros de Simple DirectMedia Layer como un clon de Super Mario Bros inspirado en la mascota del kernel Linux, el pingüino Tux. En ese entonces contaba con un solo nivel y carecía de algunas funcionalidades básicas como la música, el contador de monedas y la mayoría de los efectos de sonido.
Gracias al interés generado por ser considerado como el Juego del Mes de Happy Penguin en marzo de 2004, el 9 de julio de 2005 es publicado su primer lanzamiento estable. En ese entonces incluía un mundo principal con 26 niveles, y dos islas de bonificación de 22 y 28 niveles, respectivamente; estas últimas realizadas en colaboración con fans del juegos. El código fuente y los paquetes binarios para GNU/Linux, Windows y Mac OS X ya estaban disponibles y actualizados.
Un año y algunos meses más tarde, más en concreto el 17 de diciembre de 2006, se lanzó la Milestone 1.9. Es una versión de desarrollo de la futura 0.4.0 (Milestone 2) donde se reescribió por completo el código fuente, trayendo las siguientes mejoras que el motor anterior no soportaba. Fue considerado inestable, y al incluirse en una distribución Linux como una actualización de SuperTux se desalentaba fuertemente. Debian, por ejemplo, la incluyó como un paquete separado.
- Conjunto de texturas de bosque.
- Resolución de 800×600 pixeles.
- Traducciones y compatibilidad con UTF-8.
- Scripting en Squirrel (usado, por ejemplo, para implementar la funcionalidad Boss).

El 20 de diciembre de 2015, y tras 10 años de desarrollo, es lanzada la segunda versión estable del juego, la Milestone 2 (0.4.0).

## Historial de versiones
| Versión | Fecha de lanzamiento     | Nombre alternativo | Notas |
| ------- | ------------------------ | ------------------ | --- |
| 0.0.0   | 30 de abril de 2000      |                    | Versión inicial |
| 0.0.4   | Abril de 2003            |                    | |
| 0.1.3   | 9 de julio de 2005       | Milestone 1        | Primera versión estable. |
| 0.3.0   | 17 de diciembre de 2006  | Milestone 1.9      | Reescritura del código fuente. |
| 0.3.5   | 11 de abril de 2015      |                    | |
| 0.4.0   | 20 de diciembre de 2015  | Milestone 2        | Segunda versión estable de SuperTux. Se introducen mejoras en las traducciones, más cantidad de niveles, entre otros.                          |
| 0.5.0   | 25 de septiembre de 2016 |                    | Reintrodujo el editor de niveles (el cual ya existía en la 0.1.3, pero posteriormente fue retirado debido a la reescritura del código fuente). |
| 0.5.1   | 5 de noviembre de 2016   |                    | Corrige varios errores de la versión previa, al mismo tiempo de que se realizan modificaciones en algunas funciones del editor de niveles.     |
| 0.6.0   | 23 de diciembre de 2018  |                    | Se improvisa el motor de renderizado. Soporte para las librerías OpenGL 3.3 Core y OpenGL ES 2.0.                                              |
| 0.6.2   | 14 de mayo de 2020       |                    | Se introduce el mapa: "Revenge In Redmond" por el aniversario número 20 de SuperTux.                                                           |
| 0.6.3   | 22 de diciembre de 2021  |                    | Varias improvisaciones en las animaciones y la posibilidad de sumergirse bajo el agua.                                                         |

## Soporte
SuperTux funciona nativamente bajo los sistemas operativos GNU/Linux, Windows y macOS. También se han lanzado distintas adaptaciones no oficiales a otras plataformas como FreeBSD o BeOS, así como para dispositivos portables. Entre estos, Android, Pocket PC, Palm WebOS y PlayStation Portable.

## Galería de imágenes

### Enemigos

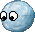
Bola de Nieve rebotadora
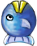
Pez
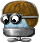
Bola de Nieve voladora
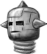
Saltimbanqui
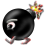
Bomba
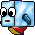
Bloque de Hielo
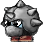
Pinchito
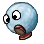
Bola de Nieve

### Juegos similares
- Super Mario Bros.
- TuxKart
- SuperTuxKart